# Anomiopus juanae
Anomiopus juanae är en skalbaggsart som beskrevs av Martinez 1952. Anomiopus juanae ingår i släktet Anomiopus och familjen bladhorningar. Inga underarter finns listade i Catalogue of Life.